# Mittelbach (Chemnitz)
Mittelbach, Chemnitz-Mittelbach – dzielnica miasta Chemnitz w Niemczech, w kraju związkowym Saksonia. 